# Amy Levy
Pour les articles homonymes, voir Lévy.
Amy Levy (10 novembre 1861 – 10 septembre 1889) est une auteure anglaise, qui en plus de ses œuvres littéraires, s'est rendue célèbre par ses positions féministes et son engagement pour l'amour homosexuel dans une Angleterre victorienne pudibonde.

## Biographie

### Sa jeunesse
Levy nait le 10 novembre 1861 à Clapham, un quartier du sud de Londres. C'est la seconde des sept enfants de Lewis Levy et Isobel Levin, une famille juive peu religieuse. Adulte, Amy Levy ne pratiquera plus le judaïsme mais continuera à s'identifier au peuple juif.
Dès son jeune âge, elle s'intéresse à la littérature : à treize ans, elle écrit une critique à Elizabeth Barrett Browning sur son œuvre féministe Aurora Leigh, et à quatorze ans, son premier poème, Ida Grey: A Story of Woman’s Sacrifice, est publié dans le journal féministe Pelican.
En 1876, elle est envoyée à la Brighton High School, Brighton et Hove où elle fait la connaissance de Constance Black, qui deviendra plus tard une célèbre traductrice anglaise de la littérature russe sous son nom de mariée Constance Garnett. Edith Creak, la directrice de l'école, éveille pour la première fois en Amy Levy des sentiments homoérotiques. Ces sentiments vont s'avérer ne pas être pour Levy qu'un simple engouement passager, bien que la directrice hétérosexuelle, n'ait eu aucune relation avec elle.
En 1879, Black et Levy deviennent amies, et s'inscrivent ensemble au Newnham College, à l'Université de Cambridge, où Levy est la première étudiante juive à être admise. Elle quitte le Collège après seulement quatre trimestres.
En 1880 paraissent sa première œuvre en vers  Xantippe and Other Verse et son premier récit en prose Mrs. Pierrepoint. Après avoir retenu l'attention de l'éditeur Richard Garnett, le futur beau-père de Constance Black, Levy décide de mettre un terme à ses études.

### Sa carrière
La publication de Xantippe and Other Verse permet à Levy de retourner à Londres pour vivre de ses poèmes et écrits.  Quand elle ne voyage pas, elle habite chez ses parents. À partir de 1882, Levy entre en contact avec la Bohème britannique. Parmi ses connaissances, qu'elle rencontre presque tous les jours dans la salle de lecture du British Museum, on peut citer Eleanor Marx, la fille de Karl Marx, Olive Schreiner ou Beatrix Potter. En 1884, sa seconde anthologie de poèmes A Minor Poet and Other Verse est publiée.
Deux ans plus tard, en 1886, Levy commence à écrire des essais sur la vie juive en Angleterre pour The Jewish Chronicle, dont The Ghetto at Florence, The Jew in Fiction, Jewish Humour et Jewish Children. Elle écrit un roman Reuben Sachs (1888) qui sera très controversé. Cependant la plupart des critiques proviennent essentiellement de la communauté juive, qui décrit le livre comme antisémite. Les critiques contemporains, comme Melvin New qui en 1993 a publié une anthologie avec des travaux auparavant inaccessibles, soulignent que le caractère de l'œuvre de Levy est plus féministe qu'ethnique. Son éditeur Richard Garnett, ainsi que des artistes comme Oscar Wilde, avec qui elle va se lier d'amitié, font immédiatement l'éloge de Reuben Sachs. Elle publie aussi deux nouvelles dans la revue d'Oscar Wilde Woman's World: Cohen of Trinity et Wise in Their Generation.  Son roman Romance of a Shop décrit les problèmes, les difficultés et les joies, de quatre sœurs qui dirigent une entreprise à Londres dans les années 1880. Levy aborde aussi de façon osée la complexité du féminisme dans Ballad of Religion and Marriage. Son dernier livre de poèmes, A London Plane-Tree (1889), contient des tournures parmi les premières influencées par le symbolisme français.

### Sa maladie et sa mort
Levy voyage en Europe et rencontre à Florence en 1886 l'écrivaine de fiction Vernon Lee, son ainée de six ans, dont elle tombe amoureuse. Cette rencontre lui inspire le poème To Vernon Lee.
Malgré ses succès littéraires et ses nombreux amis, Levy souffre depuis son jeune âge de violentes crises de dépression, aggravées à l'âge adulte par une surdité croissante. Certains de ses poèmes sont empreints de pessimisme et abordent le thème de la mort et du suicide: 
| Texte anglais original | Traduction française |
| --- | --- |
| When first the world grew dark to me, I call'd on God, yet came not he. Whereon, as wearier wax'd my lot, On Love I call'd, but Love came not. When a worse evil did befall, Death, on thee only did I call. | Quand tout d'abord le ciel s'est assombri pour moi, J'ai appelé Dieu, mais il n'est pas venu. Puis, comme mon sort s'aggravait, J'ai appelé l'Amour, mais il n'est pas venu. Quand un mal pire est survenu, Mort, vers toi seule j'ai appelé. |

Au petit matin du 10 septembre 1889, Amy s'enferme dans une chambre à l'étage de la maison de ses parents, et se suicide en inhalant de la fumée de charbon. Richard Garnett donne comme raisons possibles à son suicide, une surdité croissante et la perte d'un membre cher de sa famille. En 1887, Amy Levy avait perdu son frère  Alfred, qui était atteint de syphilis. Par ailleurs, Garnett indique qu'elle avait toujours eu peur de devenir folle. Oscar Wilde écrit une nécrologie d'Amy dans le Woman's World, dans laquelle il fait l'éloge de ses dons.

## Son œuvre

### Livres de poèmes
- Xantippe and Other Verse (1880; réédition: 1881)
- A Minor Poet and Other Verse[2] (1884)
- A London Plane-Tree and Other Verse[3] (1889, œuvre posthume)

### Œuvres en prose
- Mrs. Pierrepoint (1880)
- Miss Meredith[4] (1888)
- The Romance of a Shop[5] (1888)
- Reuben Sachs[6] (1888)
- Wise in Her Generation (1890, œuvre posthume)
- The Complete Novels and Selected Writings of Amy Levy: 1861-1889[7]

## Sources
- (de) Cet article est partiellement ou en totalité issu de l’article de Wikipédia en allemand intitulé « Amy Levy » (voir la liste des auteurs).
- (en) Linda Hunt Beckman: Amy Levy dans Jewish Women Encyclopedia 1er mars 2009.
- (en) Linda Hunt: Amy Levy: Her Life and Letters; éditeur: Ohio University Press; 30 août 2000 (ISBN 0821413309 et 9780821413302) (ASIN B004JZX108)
- (en) Iveta Jusova: New Woman and the Empire; éditeur: Ohio State University Press; 22 septembre 2005 (ISBN 0814210058 et 9780814210055)
- (en) Judith Flanders: Inside the Victorian Home: a Portrait of Domestic Life in Victorian England: éditeur: W. W. Norton & Company; 21 novembre 2005; New York  (ISBN 0393327639 et 9780393327632)